# Red Bay
Red Bay é uma cidade de Terra Nova e Labrador, em Labrador no Canadá. É formada pela ligação histórica nacional de Red Bay, um sítio arqueológico sobre a principal estação baleeira basca da região no Século XVI.

## UNESCO
A UNESCO inscreveu a Estação Baleeria Basca de Red Bay como Patrimônio Mundial por "ser um sítio arqueológico que provê o mais antigo, completo e bem preservado testemunho da tradição baleeira Europeia"